# Ciołek (owady)

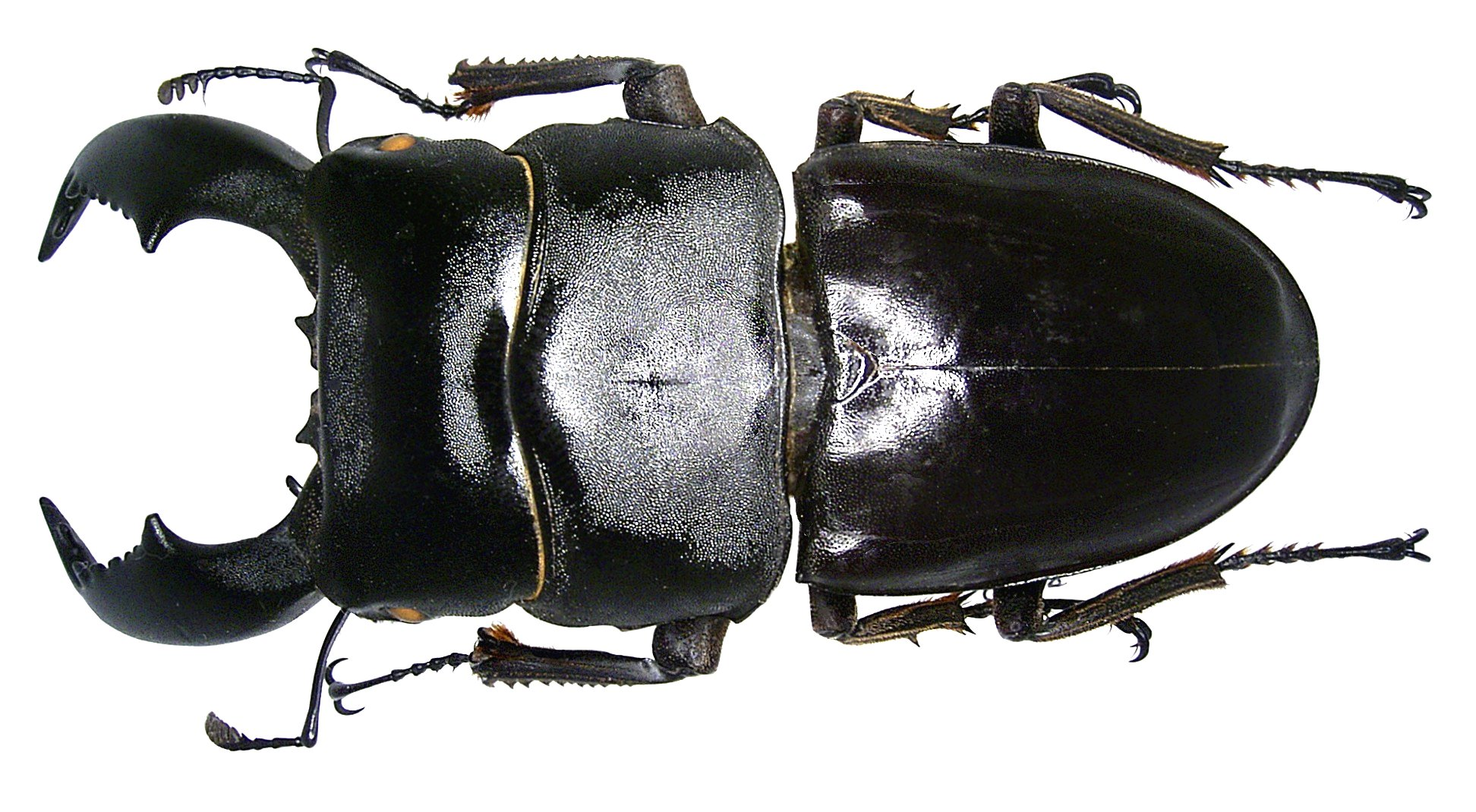
Dorcus titanus, samiec

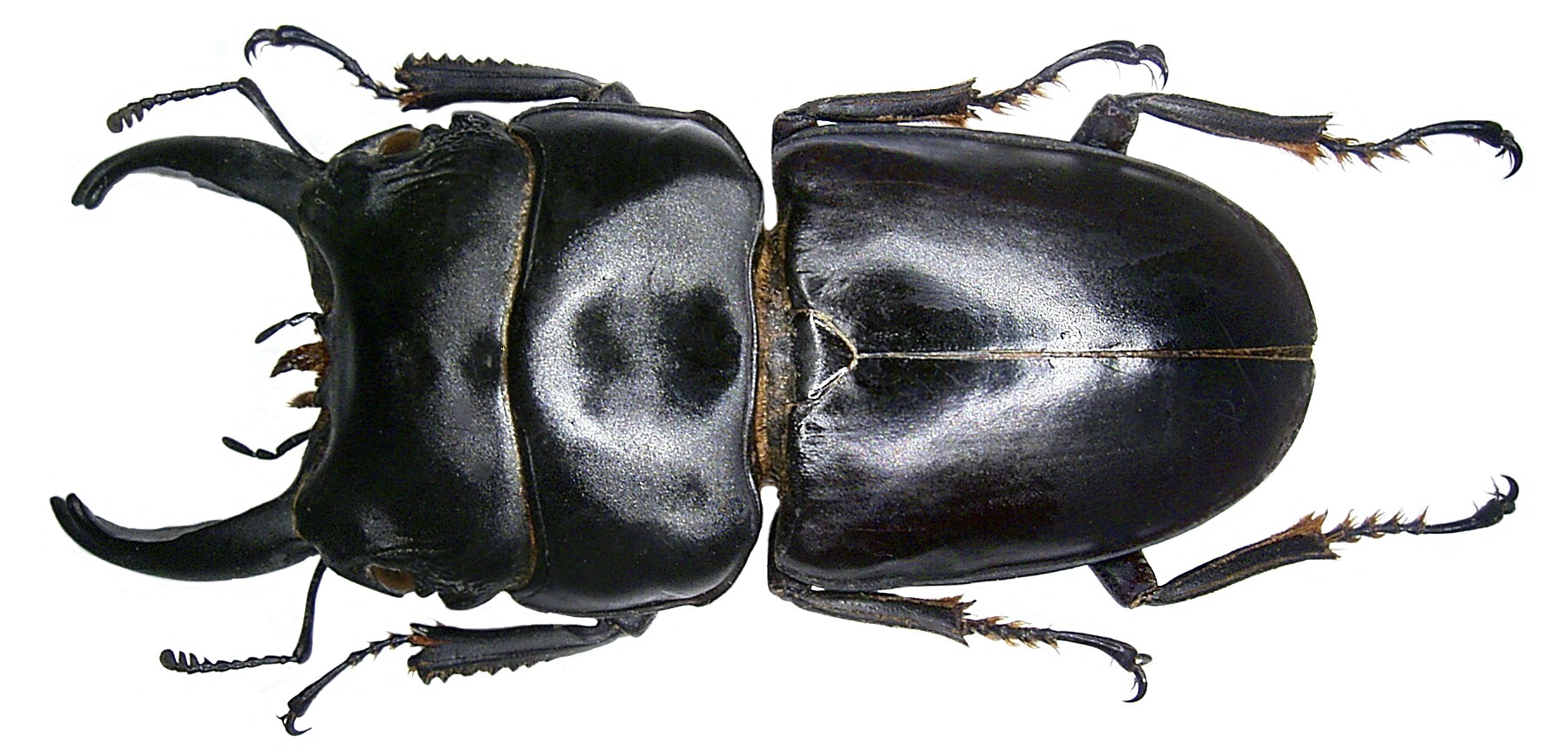
Dorcus arfakianus, samiec

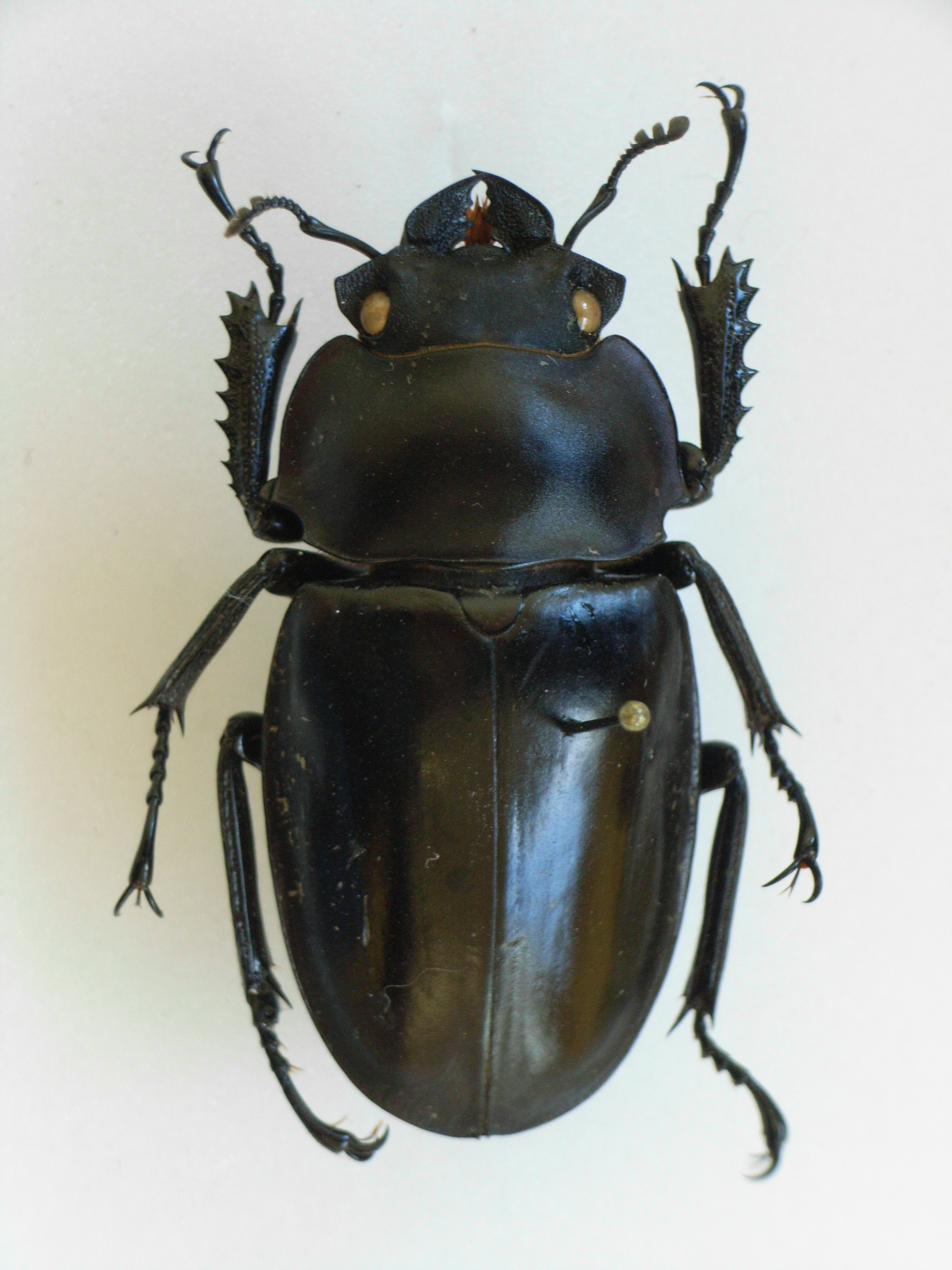
Dorcus bucephalus, samica

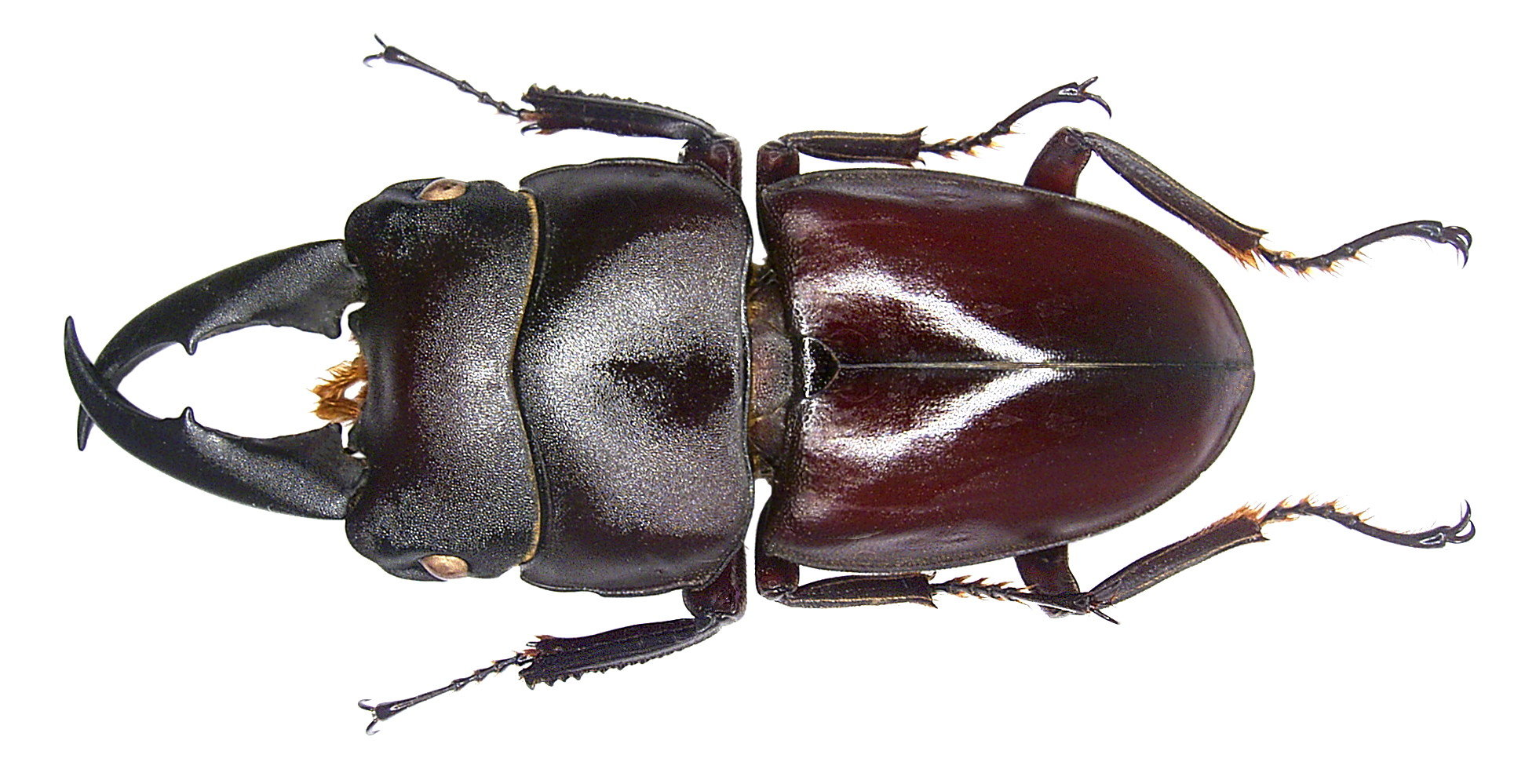
Dorcus ternatensis, samiec

Ciołek (Dorcus) – rodzaj chrząszczy z rodziny jelonkowatych i podrodziny Lucaninae.
Chrząszcze średnich i dużych rozmiarów, o długości ciała powyżej 15 mm. Pokrój ciała jest wydłużony i nieco spłaszczony. Ubarwienie najczęściej jest matowo czarne. Zewnętrzna strona oka jest u nich do około połowy średnicy oka wykrojona przez wypustkę policzka (canthus). Czułki są silnie kolankowato zagięte, zaopatrzone w bruzdy wierzchołkowe na trzonkach. Rozmiar żuwaczek jest średni jak na przedstawicieli rodziny. Przedplecze ma prawie równoległe brzegi boczne. Wyrostek przedpiersia szeroko odseparowuje biodra przednich odnóży. Pokrywy mają rzędy i punkty. Odnóża przedniej pary mają golenie o stronach grzbietowych zaopatrzonych w podłużne bruzdy. Stopy nie mają na spodach członów podłużnych rowków środkowych.
Przedstawiciele rodzaju zamieszkują głównie orientalną i palearktyczną Azję. W Europie występują 3 gatunki, z czego w Polsce tylko ciołek matowy. W krainie nearktycznej występują 3 gatunki: 1 w północnym Meksyku i 2 w Stanach Zjednoczonych, z których 1 także w Kanadzie.
Rodzaj ten wprowadzony został w 1819 roku przez Williama Sharpa Macleaya. Należą do niego następujące gatunki:

- Dorcus alexisi
- Dorcus amamianus
- Dorcus antaeus
- Dorcus apatani
- Dorcus arfakianus
- Dorcus arrowi
- Dorcus australicus
- Dorcus bandaensis
- Dorcus bashanus
- Dorcus bhaskarai
- Dorcus bolanus
- Dorcus branaungi
- Dorcus brevis
- Dorcus capricornis
- Dorcus carinulatus
- Dorcus cervulus
- Dorcus chayuensis
- Dorcus chucheni
- Dorcus cuonaensis
- Dorcus curvidens
- Dorcus cylindricus
- Dorcus daedalion
- Dorcus davidis
- Dorcus derelictus
- Dorcus detanii
- Dorcus donckieri
- Dorcus dungkharpai
- Dorcus egregius
- Dorcus fujii
- Dorcus fuliginosus
- Dorcus furusui
- Dorcus fuscescens
- Dorcus ghiliani
- Dorcus gongshanus
- Dorcus grandis
- Dorcus haitschunus
- Dorcus hamidi
- Dorcus hansi
- Dorcus hansteini
- Dorcus hirticornis
- Dorcus hopei
- Dorcus hyperion
- Dorcus immundus
- Dorcus imrani
- Dorcus insolitus
- Dorcus intermedius
- Dorcus intricatus
- Dorcus japonicus
- Dorcus kamijoi
- Dorcus katsurai
- Dorcus kawamurai
- Dorcus kesiniae
- Dorcus kikunoae
- Dorcus kirchneri
- Dorcus kyawi
- Dorcus lachnosternus
- Dorcus lacroixi
- Dorcus laevidorsis
- Dorcus lhoba
- Dorcus lineatopunctatus
- Dorcus linwenhsini
- Dorcus liyingbingi
- Dorcus lvbu
- Dorcus macleayi
- Dorcus maryi
- Dorcus meeki
- Dorcus menba
- Dorcus mencius
- Dorcus mirabilis
- Dorcus miwai
- Dorcus mizunumai
- Dorcus monpa
- Dorcus montivagus
- Dorcus motuoensis
- Dorcus musimon
- Dorcus myinti
- Dorcus nepalensis
- Dorcus niasicus
- Dorcus niedorfi
- Dorcus nitidus
- Dorcus nosei
- Dorcus parallelipipedus – ciołek matowy
- Dorcus parallelus
- Dorcus parryi
- Dorcus pemakoi
- Dorcus peyronis
- Dorcus pilosipes
- Dorcus planithorax
- †Dorcus primigenius
- Dorcus prochazkai
- Dorcus rama
- Dorcus ratiocinativus
- Dorcus rectus
- Dorcus reichei
- Dorcus ritsemae
- Dorcus rubrofemoratus
- Dorcus rugosus
- Dorcus saiga
- Dorcus schenklingi
- Dorcus semenowi
- Dorcus sewertzowi
- Dorcus sinensis
- Dorcus striatipennis
- Dorcus submolaris
- Dorcus sukkiti
- Dorcus suturalis
- Dorcus taiwanicus
- Dorcus tanakai
- Dorcus tenuihirsutus
- Dorcus ternatensis
- Dorcus tityus
- Dorcus townesi
- Dorcus tricuspis
- Dorcus tsunodai
- Dorcus ursulus
- Dorcus velutinus
- Dorcus vicinus
- Dorcus vidam
- Dorcus wickhami
- Dorcus wui
- Dorcus yaksha
- Dorcus yamadai
- Dorcus yongreni
- Dorcus yuukae
- Dorcus zhangmuensis